# Skydda Skogen
Skydda Skogen är en ideell förening grundad 2009 av Anders Delin, som verkar för att bevara gammelskogarna och andra skogar med höga naturvärden och stor biologisk mångfald. Föreningen verkar även för en reform av skogsbruket till ett mer naturnära mångbruk, där stort utrymme för lokala näringar och hushållning, rekreation och naturbaserad turism ska finnas. Medlemmar finns i hela landet. Föreningen är medlem i Global forest coalition samt i Taiga Rescue Network.
År 2010 gick föreningen ut med ett upprop till riksdagen och regeringen att skydda de kvarvarande resterna av gammelskog i Sverige. Uppropet skrevs under av hundratals forskare inom biologi, ekologi, skogsbruk, och drygt 9 000 privatpersoner.
Föreningen har kritiserat Ikea för deras avverkning av skog i Ryssland efter avslöjanden i SVT-programmet Uppdrag Granskning. Kritiken bestrids av Ikea. Föreningen har i det sammanhanget nämnts i internationella medier.
Vissa medlemmar i föreningen inventerar gamla skogar för att leta efter sällsynta arter som kan hjälpa i att få skogarna skyddade. Olli Manninen som fick Nordiska rådets miljöpris 2012 för skogsbevarande inventeringar arbetar ofta ihop med föreningens medlemmar.
Föreningen har kritiserats i en debattartikel av företrädare för skogsnäringen efter att en tidigare debattartikel från föreningen hävdat att det fanns faktafel i skogsindustriernas redovisning över mängden skyddad skog i landet.